# Evisa schawerdae
Evisa schawerdae är en fjärilsart som beskrevs av Hans Reisser 1930. Evisa schawerdae ingår i släktet Evisa och familjen nattflyn. Inga underarter finns listade i Catalogue of Life.